# 다그마르 오베르뷔
다그마르 요하네 아말리 오베르뷔(덴마크어: Dagmar Johanne Amalie Overby, 1883년 4월 23일 ~ 1929년 5월 6일)는 덴마크의 연쇄살인자이다.
범행 이전에는 사생아 전문 보육 시설에서 근무했으며 1913년부터 1920년 사이에 최소 9명, 최대 25명에 달하는 어린이들을 살해했다. 그는 어린이들을 목졸라 죽이게 하거나 익사시킨 다음에 시신을 벽난로에 태워 죽이는 범행 수법을 벌였다. 1921년 3월 3일에 열린 재판에서 사형 을 선고받았지만 나중에 종신형으로 감형되었다. 1929년 5월 6일에 코펜하겐에 위치한 감옥에서 사망했다.